# 集結の運命
「集結の運命」（しゅうけつのさだめ）は、林原めぐみの38枚目のシングル。2010年7月21日にスターチャイルドから発売された（KICM-1310）。

## 概要
前作「集結の園へ」から約1年4か月ぶりに発売されたシングルであり、表題曲の「集結の運命」は前作に引き続き、フィールズによる『CR新世紀エヴァンゲリオン』の『CRヱヴァンゲリヲン 〜始まりの福音〜』のイメージソングとなっている。カップリング曲の「今日の日はさようなら 〜Maternal version〜」は『ヱヴァンゲリヲン新劇場版:破』で挿入歌だった「今日の日はさようなら」の別バージョンとなっている。
歌詞には主要キャラクターの名前が何らかのカタチ（名字又は名前）にちりばめられているのが今作品の特徴だが、歌詞をそのまま読むだけでは分かりづらく、中には名詞の一部に過ぎない場合もある。しかし、タイトル通りにキャラクターが集結した作品である（林原曰く、「ペンペンがどうしても入らなかった」とのこと）。
ジャケット裏面は描き下ろしの初号機イラストが使用されている。また、初回製造分限定でこのイラストのステッカーが同梱される。初回限定盤には同日発売となったオリジナルアルバム『CHOICE』との連動特典として、アルバムとマキシシングルを封入できる専用ボックスが付いている。
CD発売の一週間前から、着うた等で先行配信されている。

## 記録
オリコン週間シングルランキングで6位を記録。また、同日発売したアルバム『CHOICE』も週間アルバムランキングで6位を記録している。
レコチョクランキング「アニメ/ゲーム・フル」部門において2010年の年間2位を記録した。
2011年1月度、着うたフルでゴールド（10万DL）に認定。前作の「集結の園へ」に続いて2作連続の着うたフルゴールド認定となった。

## 収録曲
（全編曲：鷺巣詩郎）
1. 集結の運命 [5:22]
作詞：MEGUMI、作曲：鷺巣詩郎
  - 『CRヱヴァンゲリヲン 〜始まりの福音〜』イメージソング
2. 今日の日はさようなら 〜Maternal Version〜[注 2][4:45]
作詞・作曲：金子詔一
  - 劇場版『ヱヴァンゲリヲン新劇場版:破』挿入歌のアレンジ版
3. 集結の運命 (off vocal version) [5:21]
4. 今日の日はさようなら 〜Maternal Version〜 (off vocal version) [4:44]

## 収録アルバム
| 曲名       | 収録アルバム            | 発売日         | 規格品番          |
| ---------- | ----------------------- | -------------- | ----------------- |
| 集結の運命 | 『VINTAGE White』       | 2011年]6月11日 | KICS-91670〜91671 |
| 集結の運命 | 『アニソン録 プラス。』 | 2018年8月29日  | KICA-2529〜2532   |
| 集結の運命 | 『VINTAGE DENIM』       | 2021年3月30日  | KICS-3980〜3982   |